# Austrolimnophila platyterga
Austrolimnophila platyterga är en tvåvingeart som beskrevs av Alexander 1958. Austrolimnophila platyterga ingår i släktet Austrolimnophila och familjen småharkrankar.
Artens utbredningsområde är Madagaskar. Inga underarter finns listade i Catalogue of Life.